# Recessione globale del 1980-1982
La recessione globale del 1980-1982 (o recessione di inizio anni '80) è stata una grave crisi economica di inizio anni '80, causata in buona parte dalla seconda crisi petrolifera del 1979 a seguito della Rivoluzione iraniana. La crisi, che ebbe la sua fase più acuta tra il 1980 e il 1982, avrebbe prodotto delle conseguenze fino al 1985-1986 in varie nazioni, fino alla completa risoluzione di tutti i problemi in Medio Oriente e la sua stabilizzazione.

## Denominazione
Nonostante diversi Paesi occidentali abbiano sperimentato una recessione già nel 1980-1981, è stato l'anno 1982 quello in cui la recessione si è di molto acuita, investendo il mondo intero. La Banca Mondiale la chiama ufficialmente "recessione globale del 1982" ed è una delle quattro recessioni globali degli ultimi 70 anni.

## Antefatti
A inizio 1979 in Iran iniziò una Rivoluzione per cacciare lo scià Pahlavi. A partire dal luglio 1979 nel mondo anglosassone si cominciarono ad avvertire i primi segni di rallentamento economico in vari settori (calo delle vendite delle automobili, crollo della produzione dell'acciaio, etc.). La crisi si andò aggravando all'inizio del 1980, anche a livello politico con la crisi degli ostaggi nell'ambasciata americana a Teheran, contribuendo ad affondare anche la popolarità del presidente Carter e a far eleggere a fine 1980 Ronald Reagan nuovo presidente degli Stati Uniti.

## Sviluppo della recessione nel mondo

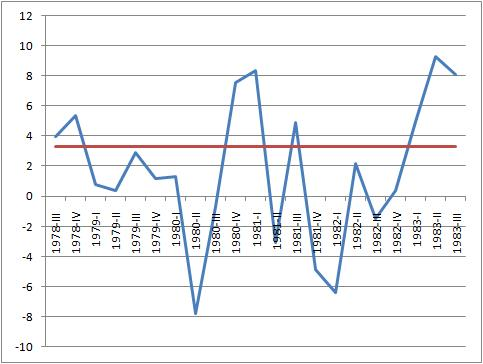
Andamento del PIL degli Stati Uniti (1978 Q3 - 1983 Q3). La recessione del 1980-1982 è comunemente nota nel mondo anglosassone come "recessione a forma W", dalla doppia depressione economica avvenuta.

### Stati Uniti d'America
Negli Stati Uniti la crisi di inizio anni '80 consistette in due distinte recessioni, di cui la prima più breve che avvenne nella prima metà del 1980 (con i primi segnali di rallentamento economico già dall'estate del 1979 e aggravatasi a causa della decisione della Federal Reserve di applicare politiche monetarie molto restrittive per contenere l'alta inflazione che andava esplodendo nei mesi finali del 1979 - il cosiddetto Volcker shock), mentre la seconda - ben più lunga e dalle conseguenze importanti - durò dall'estate 1981 al novembre del 1982 e avrebbe successivamente apportato dei cambiamenti consistenti alla struttura stessa dell'economica americana.
Già provati dallo shock petrolifero del 1973 e dalla conseguente crisi, con la disoccupazione che salì quasi al 10% nel 1975 e che diminuì sotto la presidenza Carter, essa arrivò a toccare il 10.8% a fine 1982. L'inflazione arrivò al 13.5% nel 1980 per poi cominciare rapidamente a scendere. Nonostante i netti miglioramenti statistici degli anni successivi, un effetto a medio-lungo termine sarebbe stata la cosiddetta Savings and loan crisis, che avrebbe portato tra il 1986 e il 1995 a veder fallire un migliaio di casse di risparmio, e l'adozione di politiche neoliberali nel corso degli anni '90.

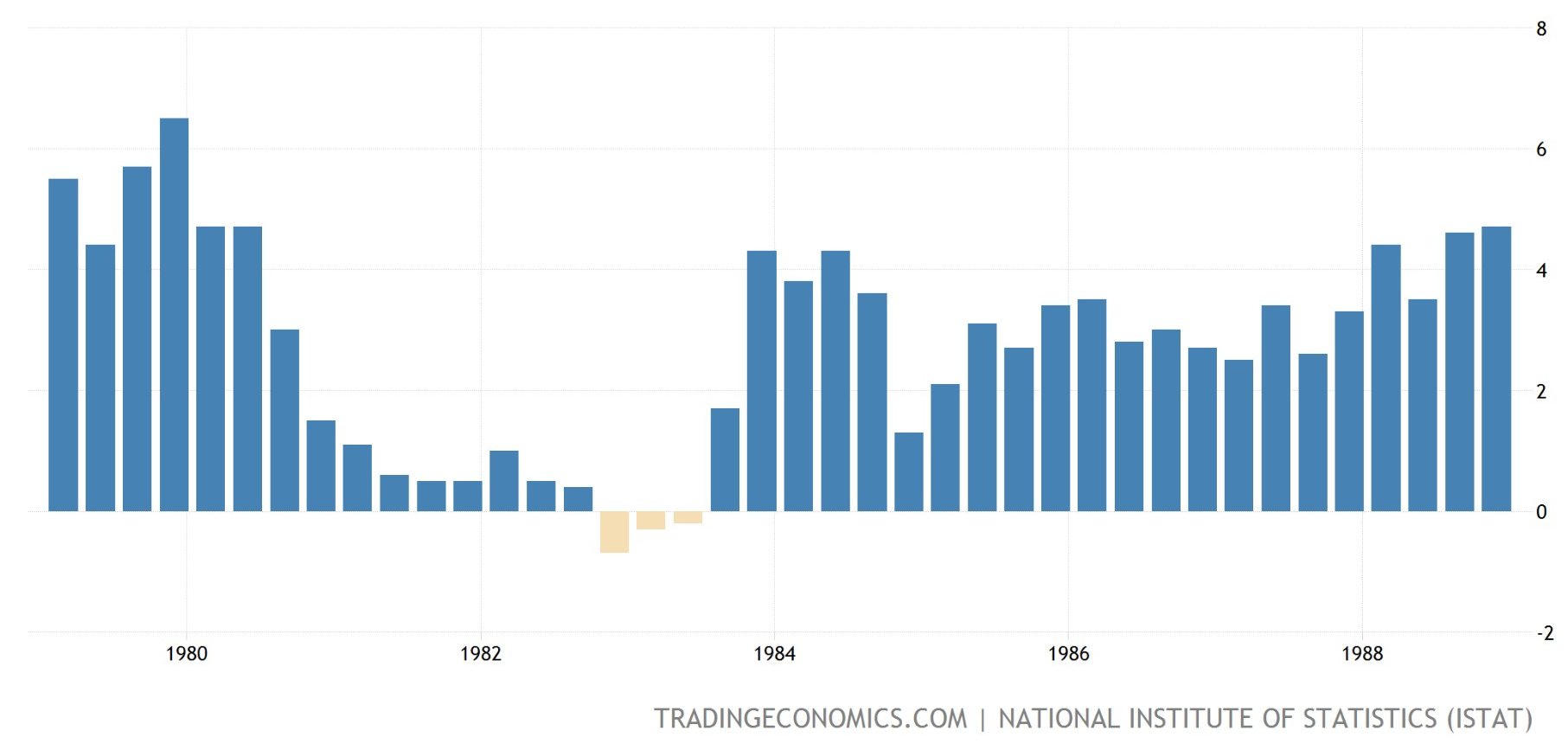
Andamento tendenziale trimestrale del PIL italiano (1979-1988). Si nota la stagnazione da metà 1980 a metà 1983.

### Italia
In Italia la crisi si sviluppò in una lunga stagnazione durata dall'inizio del 1980 alla prima metà del 1983. A causa dell'aggravamento della situazione dal 1979 per via della relativa crisi petrolifera furono presi diversi provvedimenti soprattutto per contenere l'alta inflazione (giunta anche al 20% nel 1980), che veniva vista come il problema principale e la riduzione della scala mobile economica, che veniva percepita come lo strumento che la faceva aumentare: seguendo un già naturale abbassamento dell'inflazione dovuto a una congiuntura internazionale in via di miglioramento, furono inoltre varati l'accordo Scotti nel 1983, il decreto di San Valentino a inizio 1984 e si attuò una temporanea svalutazione della lira italiana sul dollaro statunitense dalla fine del 1980 alla metà del 1985. Per il 1985-1986 l'inflazione arrivò a scendere e ad attestarsi sempre più stabilmente sul 5% e i consumi ripresero nettamente, facendo esplodere definitivamente il fenomeno dei paninari e il riflusso nel privato.

### Regno Unito
Anche il Regno Unito fu colpito molto duramente dalla crisi di inizio anni '80 e fu il culmine di una serie di crisi minori che avevano colpito la Gran Bretagna nel corso degli anni '70.
Margaret Thatcher era appena diventata primo ministro vincendo alle elezioni del 1979 sulla scia dell'insoddisfazione dell'opinione pubblica per i governi dell'epoca, che era culminata nel cosiddetto inverno del malcontento. I dati statistici macroeconomici già erano abbastanza delicati per l'effetto della prima crisi petrolifera del 1973-1975. La premier Thatcher decise di intraprendere una dura lotta all'inflazione soprattutto aumentando i tassi di interesse, ma ciò portò a un'impennata drastica della disoccupazione (specie nelle fabbriche) e rese i prodotti inglesi non competitivi per l'esportazione, rendendo il paese per la prima volta nel 1982-1983 un importatore netto. A partire dal 1983 - e soprattutto dal 1986-1987 - i dati economici cominciarono lentamente a migliorare, approfittandosi anche del miglioramento proveniente dagli Stati Uniti (ai quali l'economia britannica è storicamente molto legata) e per la vittoria nella guerra delle Falkland, che risollevò il morale pubblico e permise alla prima ministra di rimanere in carica fino al 1990.